# CBC/Radio-Canada
La Corporació canadenca de radiodifusió (en anglès:Canadian Broadcasting Corporation, en francès: Société Radio-Canada) CBC per les seves sigles, és un ens públic de ràdio i televisió canadenca. La marca corporativa de l'empresa és CBC/Radio-Canada
El grup administra diverses divisions dedicades tant a les dues llengües oficials del Canadà com als diferents mitjans que la componen: ràdio, televisió i Internet. CBC/Radio-Canada és el mitjà de radiodifusió més antic del país.